# Algyői vasúti Tisza-híd
Az Algyői vasúti Tisza-híd Algyő északi részén a Tisza fölött teremt összeköttetést Csongrád-Csanád vármegye két megyei jogú városa, Szeged és Hódmezővásárhely között. A vasútvonal 1870-es átadása óta elhasználódás vagy háborús pusztítások miatt a hidat többször is átépítették, legutóbb 1976-ban.

## Története
A hidat az Alföld–Fiumei Vasút részeként építették 1868 és 1870 között, kezdetben vegyes szerkezetű volt. Az ártéren fából ácsolt szerkezeten futott a pálya, míg a 104 méteres támaszközű, acélszerkezetű mederhíd a korszak legnagyobbjai közé tartozott. 1870. november 16-i megnyitásakor pedig az ország legnagyobb támaszközű acélhídja volt. A híd szerkezeti elemeit a stájerországi Grácban gyártották. 1884-ben az átkelőhely a MÁV tulajdonába került. A 20. század elejére az ártéri híd faelemei annyira tönkrementek, hogy a hidat teljesen újjá kellett építeni. Az új átkelőhelyet 25 méterrel délebbre kezdték építeni. Az ártéri fahidat rácsos, alsópályás acélhíddal váltották ki. A meder feletti régi acélhidat újrahasznosították, amikor az új hídfők elkészültek, akkor az acélszerkezetet a régi pillérekről mindössze 6 óra alatt egyszerűen áttolták az újakra. Az átépített híd 150 méterrel hosszabb lett elődjénél, a forgalom 1902. október 14-én indulhatott meg a két part között. A keleti oldal ártéri hídjába egy felnyitható részt is építettek, hogy a Tisza az akkor még sűrű hajóforgalom számára magas vízállás esetén is járható maradjon. A 20. század első éveiben a mederhidat több helyen is megerősítették, hogy a megnövekedett vasúti forgalom okozta többletterhelést viselni tudja.  Az első világháborút követő alföldi harcokat az átkelőhely sérülés nélkül vészelte át.
Az első világháborút követően Hódmezővásárhely és Szeged között futó országút forgalmát is a hídra terelték, hogy a kis kapacitású algyői kompot kiváltsák. Ennek érdekében a sínek közötti részt fával burkolták. 1935-től kezdve vegyes vasúti-közúti hídként szolgált a létesítmény. A második világháború már komoly károkat okozott a hídban. 1944. október 8-án a hátráló német csapatok a mederhidat felrobbantották, az acélszerkezet a Tiszába rogyott. 1946-ban hidraulikus emelők segítségével láttak hozzá a hídroncs kiemeléséhez. A 20 méter mélyen fekvő acélszerkezetet eredeti magasságába emelték, majd a robbantás során tönkrement részeket kicserélték. A forgalom a robbantást követően alig 2 évvel, 1946. november 19-én indulhatott meg újból. A híd azonban a vizsgálatok szerint alkalmatlan volt az egyre növekvő forgalom kiszolgálására. Az 1950-es években elvégzett laboratóriumi próba szerint az acélszerkezet anyagának szakítószilárdsága jóval a biztonságos határérték alatt volt, ezért döntés született a mederhíd teljes cseréjéről.
Az új hídszerkezetet a szegedi parton szerelték össze. A félkész szerkezetet félig egy uszályra tolták, a parton maradt részéhez pedig hozzáépítették a következő szerkezeti egységet. A régi hídszerkezetet az egykor már alkalmazott oldalirányú eltolással emelték ki helyéből, a pillérekre pedig uszályokról csúsztatták be az elkészült új mederhidat. A felújítás után mederhídon a korábbi fa úttest helyett vasbeton útpálya épült. Az új híd 1960-ban nyílt meg. 1974-ben alig kétszáz méterre délre elkészült az algyői közúti Tisza-híd, ettől kezdve a híd csak a vasúti közlekedést szolgálta. 1976-ban kicserélték az addigra már elöregedett ártéri híd elemeit is.
A híd jelenleg is a Szeged–Kötegyán-vasútvonal forgalmát szolgálja. Legutóbb 2008-ban került sor felújításra, akkor az ártéri hídszerkezet korrózióvédelmét végezték el.
A Szeged–Hódmezővásárhely tram-train projektjének kivitelezéséhez kapcsolódó vágányzár során 2018-2021 között többe között a sarupárok cseréje, pillérmegerősítés, valamint a mederi hídon kereszttartó megerősítés történt. Ezeken kívül új vasúti pályát és festést is kapott. A hídon engedélyezett sebesség: 100 km/h.